# Spilosoma pluripuncta
Spilosoma pluripuncta är en fjärilsart som beskrevs av Hans Rebel 1909. Spilosoma pluripuncta ingår i släktet Spilosoma och familjen björnspinnare. Inga underarter finns listade i Catalogue of Life.